# Eleccions legislatives de Nepal de 2017
Les eleccions legislatives del Nepal de 2017, realitzades entre el 26 de novembre i el 7 de desembre de 2017, són, segons observadors polítics internacionals “l'exercici democràtic més gran d'aquesta petita nació de l'Himàlaia, després de molts anys d'inestabilitat políticales”. En els comicis d'elegiran els 275 membres de la 4ta Cambra de Representants, la cambra baixa del Parlament Federal. El candidat que obtingui el suport de la majoria dels diputats i diputades es convertirà en el proper primer ministre.

## Antecedents
La Cambra de Representants anterior, elegida el maig de 1999, va ser dissolta pe Rei Gyanendra després que el primer ministre Sher Bahadur Deuba convoqués eleccions pel el maig de 2002. Les eleccions no es van produir a causa de la guerra civil nepalesa, entre el Partit Comunista del Nepal (Maoista) i la monarquia nepalesa, que va acabar amb un cop d'estat del monarca el febrer de 2005 després d'expulsar quatre Primers Ministres. Després del Moviment Democràtic de 2006, el Rei va reintegrar la legislatura anterior. El 15 de gener de 2007, la Cambra de Representants va ser reemplaçada per una Legislatura Provisional formada per membres acordats entre l'Aliança dels Set Partits i el Partit Comunista de Nepal (Maoista).
La Legislatura Provisional va promoure la primera Assemblea Constituent amb l'objectiu de formar una nova constitució. L'Assemblea va fracassar després de no arribar fins al temps estipulat en la redacció de la constitució i va formar la segona Assemblea Constituent, que, aquest cop sí, va aprovar la Constitució de Nepal el 20 de setembre de 2015. Després de la promulgació de la constitució, la segona Assemblea Constituent es va convertir en l'actual Parlament Legislatiu. La legislatura va finalitzar el 14 d'octubre de 2017.
Kamal Narayan Das, pare de la Cort Suprema, juntament amb altres cinc membres, van reescriure els límits constitucionals deixant 165 dels 240 articles inicials, utilitzats en les eleccions de 2013. El document va ser presentat al govern el 30 d'agost de 2017. Els límits fixats per aquesta comissió haurien de perdurar, segons l'estipulat a l'article 286 (12), els propers 20 anys.

## Sistema electoral
Els 275 membres de la legislatura són elegits mitjançant dos mètodes: 165 per escrutini uninominal majoritari i 110 per escrutini proporcional plurinominal amb llistes tancades. Cada votant té dues paperetes electorals, una per a cada sistema. Per tal d'obtenir representació parlamentària. cada partit o aliança electoral ha de superar el 3% del vot vàlid sota el mètode proporcional.
Per a poder votar a les eleccions, cal ser al cens electoral, tenir més de 18 anys, ésser ciutadà del Nepal, no tenir deficiència i no haver estat condemnat per les lleis federals de frau electoral.

## Partits i aliances
Fins a un total de 88 partits concorren a les eleccions pel sistema proporcional.
Per a les eleccions, l'aliança més gran anunciada va ser dels partits de l'esquerra: Partit Comunista de Nepal (Unificat Marxista-Leninista), Partit Comunista de Nepal (Centre Maoista) i Partit Naya Shakti. No obstant això, el partit Naya Shakti va abandonar-la després que el seu coordinador, Baburam Bhattarai, no tingués garantida la representació al Departament de Gorkha. Posteriorment va anunciar una aliança amb d'altres partits a Gorkha. Altres partits d'esquerres com Rastriya Janamorcha i el Partit Comunista de Nepal (marxista-leninista) també s'han unit a aquesta aliança en alguns districtes electorals.
Tanmateix, es va crear una aliança formada pel Congrés nepalès, el Partit Rastriya Prajantanra, el Partit Rastriya Prajantanra (Demòcrata) i entre d'altres partits, com a resposta a l'aliança d'esquerres.

## Resultats
| Parit                             | Símbol | Escrutini Uninominal Majoritari | Escrutini Uninominal Majoritari | Escrutini Uninominal Majoritari | Escrutini Proporcional Plurinominal | Escrutini Proporcional Plurinominal | Escrutini Proporcional Plurinominal | Escons total |
| Parit                             | Símbol | Vots                            | %                               | Escons                          | Vots                                | %                                   | Escons                              | Escons total |
| --------------------------------- | ------ | ------------------------------- | ------------------------------- | ------------------------------- | ----------------------------------- | ----------------------------------- | ----------------------------------- | ------------ |
| PCN (Unificat Marxista-Leninista) |        |                                 |                                 | 81                              |                                     |                                     |                                     |              |
| PCN (Maoista)                     |        |                                 |                                 | 35                              |                                     |                                     |                                     |              |
| Congrés Nepalès                   |        |                                 |                                 | 21                              |                                     |                                     |                                     |              |
| Partit Rastriya Prajatantra       |        |                                 |                                 | 1                               |                                     |                                     |                                     |              |
| Partit Rastriya Janata de Nepal   |        |                                 |                                 | 12                              |                                     |                                     |                                     |              |
| Forum Sanghiya Samajbadi          |        |                                 |                                 | 9                               |                                     |                                     |                                     |              |
| Partit Mazdoor Kisan de Nepal     |        |                                 |                                 | 1                               |                                     |                                     |                                     |              |
| Bibeksheel Sajha                  |        |                                 |                                 |                                 |                                     |                                     |                                     |              |
| PCN (Marxista-Leninista)          |        |                                 |                                 |                                 |                                     |                                     |                                     |              |
| Rastriya Janamorcha               |        |                                 |                                 |                                 |                                     |                                     |                                     |              |
| PCN (Unificat)                    |        |                                 |                                 |                                 |                                     |                                     |                                     |              |
| Nepal Pariwar Dal                 |        |                                 |                                 |                                 |                                     |                                     |                                     |              |
| Partit Naya Shakti                |        |                                 |                                 | 1                               |                                     |                                     |                                     |              |
| Partit Akhanda de Nepal           |        |                                 |                                 |                                 |                                     |                                     |                                     |              |
| Nepali Janata Dal                 |        |                                 |                                 |                                 |                                     |                                     |                                     |              |
| Partit Khambuwan Rashtriya Morcha |        |                                 |                                 |                                 |                                     |                                     |                                     |              |
| Partit Bahujan Shakti             |        |                                 |                                 |                                 |                                     |                                     |                                     |              |
| Partit Rastriya Janamukti         |        |                                 |                                 |                                 |                                     |                                     |                                     |              |
| Total                             | Total  |                                 |                                 | 165                             |                                     |                                     | 110                                 | 275          |